# Акимов, Анатолий Евгеньевич
Анато́лий Евге́ньевич Аки́мов (19 ноября 1938 — 19 февраля 2007) — российский деятель псевдонауки, член РАЕН, известный и нередко критикуемый как создатель «теории торсионных полей» в соавторстве с Г. И. Шиповым. Работы Акимова на эту тему практически не публиковались в научной прессе (существуют лишь три публикации в рецензируемых российских журналах в 1990-х годах). Публикации Акимова не поддерживаются научным сообществом и квалифицируются как псевдонаучные.
Акимов часто представлялся как доктор физико-математических наук. В то же время Высшая аттестационная комиссия России (центральный государственный орган в области присуждения учёных степеней и званий) утверждает, что Акимов учёных степеней не имеет. В 2001 году фиктивная учёная степень доктора физико-математических наук была присуждена А. Е. Акимову общественной академией РАЕН за диссертацию «в виде научного доклада» «Исследование торсионных полей с кручением Риччи, а также путей создания торсионных средств и технологий».

## Биография
В 1965 году окончил физический факультет МГУ имени М. В. Ломоносова по специальности «физика».
В 1968 году окончил аспирантуру по специальности «политическая экономия», а в 1969 году аспирантуру по специальности «радиофизика».
В 1959—1968 годах работал в Московском научно-исследовательском институте радиосвязи (МНИИРС).
В 1968—1973 годах работал в Институте геохимии и аналитической химии АН СССР (ГЕОХИ АН СССР).
В 1973—1977 годах работал во Всесоюзном научно-исследовательском и проектном институте Транспрогресс (ВНИПИ Транспрогрес).
В 1977—1983 годах — в Московском научно-исследовательском институте радиосвязи (МНИИРС).
В 1983—1987 годах — в Научно-исследовательском институте систем связи и управления (НИИССУ).
В 1987—1991 годах — в Научно-исследовательском институте микроприборов (НИИ МП).
С 1991 года — генеральный директор «Межотраслевого научно-технического центра венчурных нетрадиционных технологий» (МНТЦ ВЕНТ).
С 1994 года — директор «Международного института теоретической и прикладной физики» РАЕН (МИТПФ РАЕН).
Совладелец фирмы TORTECH L.L.S., USA.
Имеет звания следующих общественных академий:
- Действительный член Российской академии естественных наук
- Действительный член Международной академии информатизации
- Действительный член Международной академии биоэнерготехнологий
- Действительный член Международной академии авторов научных открытий и изобретений
- Действительный член Академии энергоинформационных наук
- Действительный член международной ассоциации The Scientific and Medical Network.

## Публикации

### Публикации на тему торсионных полей в реферируемых научных журналах
- Акимов А. Е., Тарасенко В. Я. Модели поляризованных состояний физического вакуума и торсионные поля. Изв. вузов. Физика. — 1992. — Т.35, N 3. — С.13—23. — Библиогр.: 48 назв.
- Акимов А. Е., Тарасенко В. Я., Шипов Г. И. Торсионные поля как космофизический фактор. Биофизика, 40(4), 1995, стр. 938
- Акимов А. Е., Кузьмин Р. Н. Анализ проблемы торсионных источников энергии // Прикл. физика. — 1996. — N 1. — С.96—101. — Библиогр.: 33 назв. (На сайте журнала «Прикладная физика» в соответствующем номере эта статья отсутствует[9]).

### Публикации, не связанные с торсионными полями, в научных журналах
- Акимов А. Е., Баранов В. Ю., Бойко B. А. и др. Квантовая электроника, 10, 1983, стр. 1533
- Акимов А. Е., Баранов В. Ю., Борзенко В. Л. и др. Исследование закритической области CO2-лазерной плазмы по ретнгеновским спектрам многозарядных ионов, Письма в ЖЭТФ, 42(3), 1985, стр. 87
- Акимов А. Е., Баранов В. Ю., Козочкин С. М. и др. Генерация субгармоник и высших гармоник ионно-звуковых колебаний в лазерной плазме, Письма в ЖЭТФ, 45(8), 1987, стр. 381
- Акимов А. Е., Баранов В. Ю., Большов Л. А. и др. Влияние деформации профиля плотности в лазерной плазме на характеристики рассеянного излучения основной гармоники СО2-лазера. Квантовая электроника, 16(8), 1989, стр. 1649

### Публикации в прочих изданиях
Список публикаций Акимова, включая как перечисленные выше статьи, так и статьи, опубликованные в сборниках научных конференций, научно-популярные статьи, монографии, см. в библиографическом указателе А. Зарубина.
- Гаряев П. П., Валтрауд Вагнер, Леонова-Гаряева Е. А., Акимов А. Е., Сухоплюева И. А., Мулдашев Э. Р.Волновые репликативные отображения ДНК и её ближайшего окружения // «Академия Тринитаризма», М., Эл № 77-6567, публ.12905, 02.02.2006

## Критика
Направление научных исследований А. Е. Акимова и Г. И. Шипова неоднократно подвергалось критике со стороны Комиссии по борьбе с лженаукой.
Бюро секции физики РАЕН, рассмотрев исследования, проводимые в «Институте теоретической и прикладной физики» Акимова, отметило несостоятельность научного обоснования данных исследований и посчитало невозможным существование данного Института под эгидой Секции физики РАЕН.
Академик РАН Э. П. Кругляков утверждал, что Акимов не имеет ни одной статьи в рецензируемых научных журналах по физике.
Академик РАН Е. Б. Александров указывал, что Акимов много лет успешно «проталкивал» «новое физическое поле» среди секретных военных заводов и даже «пробил постановление правительства, куда были вписаны десятки отраслевых институтов и несколько академических. Под эти программы он запросил из госбюджета 500 миллионов рублей! Это почти 800 миллионов долларов по курсу того времени»:

Как этот человек, никакой не учёный, самовольно присвоивший себе звание доктора наук, пробился наверх? С кем пообещал поделиться? Об этом можно только гадать. Откаты — они ведь не сегодня чиновниками придуманы.